# Moisiej Gatow
Moisiej Lwowicz Gatow (ros. Моисей Львович Гатов, ur. 1902 w Mińsku, zm. 1939) – funkcjonariusz radzieckich służb specjalnych, major bezpieczeństwa państwowego.

## Życiorys
W 1911 skończył trzyklasową żydowską szkołę podstawową, a 1914 szkołę miejską w Rostowie, od listopada 1920 pracownik Wydziału Specjalnego Czeki 9 Armii, od lutego do czerwca 1921 komisarz operacyjny 1 specjalnego oddziału pogranicznego tego wydziału. Od października 1921 do sierpnia 1922 szef agentury Wydziału Specjalnego Specjalnej Brygady Kawalerii 1 Armii Konnej, 1922-1924 pracownik Pełnomocnego Przedstawicielstwa GPU na Południowym Wschodzie, 1922-1927 członek Komsomołu, a od czerwca 1924 RKP(b)/WKP(b). Od września 1924 pracownik Pełnomocnego Przedstawicielstwa OGPU w Kraju Północnokaukaskim, od 1 czerwca do 1 października 1930 pomocnik szefa donieckiego okręgowego oddziału GPU w Millerowie, od października 1930 do grudnia 1931 pomocnik szefa wydziału Pełnomocnego Przedstawicielstwa OGPU Kraju Północnokaukaskiego, od grudnia 1931 do grudnia 1932 pomocnik szefa sektora operacyjnego GPU w Ordżonikidze (obecnie Władykaukaz), od grudnia 1932 do stycznia 1934 zastępca szefa Wydziału Tajno-Politycznego Pełnomocnego Przedstawicielstwa OGPU Kraju Północnokaukaskiego, a od stycznia do lipca 1934 Kraju Azowsko-Czarnomorskiego. Od 13 lipca 1934 zastępca szefa, od 7 października 1934 p.o. szefa, a od 17 listopada 1934 do 28 marca 1936 szef Wydziału Tajno-Politycznego Zarządu Bezpieczeństwa Państwowego (UGB) Zarządu NKWD Kraju Azowsko-Czarnomorskiego. Od 25 grudnia 1935 kapitan bezpieczeństwa państwowego, od 28 marca do 17 grudnia 1936 szef Oddziału 5 Wydziału Tajno-Politycznego Głównego Zarządu Bezpieczeństwa Państwowego, od 17 grudnia 1936 do kwietnia 1938 pomocnik szefa Wydziału 4 Głównego Zarządu Bezpieczeństwa Państwowego, od 23 kwietnia 1937 major bezpieczeństwa państwowego, od kwietnia do września 1938 zastępca szefa Wydziału 9 Zarządu 1 NKWD ZSRR, od 29 września do 18 grudnia 1938 p.o. szefa Wydziału 5 i równocześnie p.o. szefa Wydziału 4 Głównego Zarządu Ekonomicznego NKWD ZSRR. 
Odznaczony Odznaką "Honorowy Funkcjonariusz Czeki/GPU (V)" (1930) i Odznaką "Honorowy Funkcjonariusz Czeki/GPU (XV)" (1934). 
18 grudnia 1938 aresztowany, 22 lutego 1939 skazany na śmierć przez Kolegium Wojskowe Sądu Najwyższego ZSRR i rozstrzelany.